# Kim Ji-in
Kim Ji-in (en hangul, 김지인), es una actriz surcoreana.

## Carrera
Es miembro de la agencia VAST Entertainment (VAST엔터테인먼트). Previamente fue aprendiz en FNC Entertainment.
El 19 de julio de 2018 se unió al elenco principal de la serie web Just One Bite, donde interpretó a Ha Eun-sung, la hermana mayor de Ha Tae-sung (Park Sun-jae), hasta el final de la serie el 11 de agosto del mismo año.
En septiembre del mismo año se unió al elenco recurrente de la serie Madam Cha Dal Rae's Love donde dio vida a Tak Yi-ran, la hija de Oh Dal-sook (Ahn Sun-young).
El 1 de abril de 2019 se unió al elenco principal de la serie web How to Hate You (también conocida como "Method to Hate You") donde interpretó a Oh Mi-ri, una estudiante de primer año de universidad que se enamora de Han Dae-kang (Jaemin) mientras lo ayuda a salir de una situación, hasta el final el 2 de abril del mismo año.
En octubre del mismo año se unió al elenco recurrente de la serie Extraordinary You, donde dio vida a Shin Sae-mi, una estudiante y la amiga de Eun Dan-oh (Kim Hye-yoon) y Ahn Soo-cheol (Kim Hyun-mok), que siente celos de Yeo Joo-da (Lee Na-eun).
El 11 de abril de 2020 realizó una aparición como invitada durante el último episodio de la serie Hienas, donde interpretó a Tara, la estrella del programa "Tara's Extreme Eating Show". El 11 de marzo del mismo año había realizado su primera aparición como invitada en la serie Memorist, donde dio vida a Yoon Ye-rim, la hija de la señora Gong (Kim Mi-kyung).

## Filmografía

### Series de televisión
| Año     | Título                           | Personaje   | Notas                              | Ref.   |
| ------- | -------------------------------- | ----------- | ---------------------------------- | ------ |
| 2017-18 | The Best Moment To Quit Your Job | Lee Min-seo | Serie web                          |        |
| 2018    | Just One Bite                    | Ha Eun-sung | 8 episodios - serie web            |        |
| 2018    | Madam Cha Dal Rae's Love         | Tak Yi-ran  |                                    |        |
| 2018    | Just One Bite 2                  | Ha Eun-sung | 10 episodios - serie web           |        |
| 2019    | How to Hate You                  | Oh Mi-ri    | 6 episodios - serie web            | [ 10 ] |
| 2019    | Level Up                         | Kim Sang-mi |                                    | [ 11 ] |
| 2019    | Extraordinary You                | Shin Sae-mi |                                    | [ 12 ] |
| 2020    | Hienas                           | Tara        | ep. 16 - aparición especial        | [ 7 ]  |
| 2020    | Memorist                         | Yoon Ye-rim | 2 episodios - aparición especial   | [ 9 ]  |
| 2020    | Start-Up                         | Seo-hyun    | 2 episodios - aparición especial   |        |
| 2021    | So Not Worth It                  | Joo-ri      |                                    |        |
| 2021    | Idol: The Coup                   | So-yeon     |                                    | [ 13 ] |
| 2022    | O'PENing – XX+XY                 | Lee Se-ra   | Serie en 4 episodios de 30 minutos | [ 14 ] |

### Anuncios
| Año  | Título     | Notas |
| ---- | ---------- | ----- |
| 2019 | LANEIGE    |       |
| 2018 | Innisfree  |       |
| 2017 | KT SkyLife |       |